# Porcellionides pica
Porcellionides pica är en kräftdjursart som först beskrevs av Dollfus1892.  Porcellionides pica ingår i släktet Porcellionides och familjen Porcellionidae. Inga underarter finns listade i Catalogue of Life.